# The Morning Star (poemat)
The Morning Star – obszerny, pięćsetstronicowy poemat epicki o tematyce religijnej amerykańskiego poety Johna Seiberta,  opublikowany w Chicago w 1882 nakładem oficyny Cushing, Thomas & Co. Publishers. Utwór składa się z dwudziestu dwóch pieśni. Jest napisany wierszem regularnym, głównie,choć nie wyłącznie, jambicznym pięciostopowym albo naprzemiennie czterostopowym i trójstopowym.
On wings ecstatic O, my muse arise, 

To azure heights serene of starry skies, 

Thence mount aloft to planes of golden zone, 

And truth divine bring down from pearly throne! 

Lo, hark the rustling of immortal wings, 

Of seraphs chanting to ethereal strings. 

As shining poise amid the ambient air, 

The glory on their golden pinions bear;